# 贾维德·卡伊姆
贾维德·艾哈迈德·卡伊姆（Javid Ahmad Qaem；？年—），是一名阿富汗外交官，2019年11月至2022年1月担任阿富汗伊斯兰共和国驻中华人民共和国大使。

## 生平
贾维德·卡伊姆在喀布尔医科大学获得学士学位，并获得富布赖特奖学金，在美国亚利桑那州立大学攻读并获得公共管理硕士学位。他还在意大利都灵大学获得了发展管理专业的硕士学位。之后他担任阿富汗国家安全委员会政治事务高级顾问、阿富汗农业部负责禁毒的副部长及禁毒方案总干事。2019年11月26日，出任阿富汗伊斯兰共和国驻中华人民共和国大使。2021年4月14日，中国国家主席习近平正式接受他递交的国书。2022年1月11日，卡伊姆在推特上表示已离开北京。